# 請給我愛
《請給我愛》（日语：愛、チュセヨ）是SDN48第2張的單曲。於2011年4月6日由Universal Music發售。

## 概要
表題曲「請給我愛」的選抜12名及Under Girls的成員在2011年1月下旬，由AKB48劇場支配人戶賀崎智信發表。
與前作《GAGAGA》相同，分2種的通常盤和劇場盤同時發售。通常盤和劇場盤的封面和收錄內容不同。DVD的特典是「請給我愛」的選抜成員發表文件影像，通常盤A收錄前作「GAGAGA」的韓国宣傳影像。
当初是2011年3月23日發售預定，但因東日本大震災的影響延期至4月6日。
作曲者「Elizabeth」是釜山外国語大学校英日中大學商業日本語科在籍的現役學生，筆名是Shinyonsopu。

## 選抜成員

### 請給我愛
（粗體為中心）
- 1期生：梅田悠、加藤雅美、河内麻沙美、小原春香、近藤沙耶香、佐藤由加理、芹那
- 2期生：相川友希、たかはしゆい、谷咲伴美、福田朱子、藤社優美
  - 繼前作進入選抜的只有梅田、加藤、小原、佐藤和芹那。前作首張單曲的主要選抜成員第1位的大堀和野呂・KONAN、浦野和穐田降格到Under Girls A。

### 天國之門在第3次的打開
「Under Girls A」名義（粗體為中心）
- 1期生：穐田和恵、浦野一美、大堀惠、陳屈、手束真知子、野呂佳代、畠山智妃、なちゅ（只有参加PV）
- 2期生：伊東愛、木本夕貴、KONAN、二宮悠嘉、松島瑠美

### 淡路島的洋蔥
「Under Girls B」名義
- 1期生：今吉めぐみ、大河內美紗、甲斐田樹里、なちゅ、三ツ井裕美
- 2期生：亞希子、大山愛未、津田麻莉奈、奈津子、細田海友

### 愛喔 別動
「レイチェル」名義
- 1期生：西国原禮子

## 收錄曲

### Type A
封面写真（梅田・小原・近藤・佐藤・芹那・福田）
1. 請給我愛 [4:38]
作詞：秋元康、作曲・編曲：Elizabeth
2. 天國之門在第3次的打開 [3:40]
作詞：秋元康、作曲：SQR、編曲：SQR・j.hull、歌：Under Girls A
3. 淡路島的洋蔥　[4:28]
作詞：秋元康、作曲：YUMA、編曲：原田ナオ、歌：Under Girls B
4. 請給我愛（off vocal ver.）
5. 天國之門在第3次的打開（off vocal ver.）
6. 淡路島的洋蔥（off vocal ver.）

DVD
1. 「請給我愛」Music Clip
2. 「天國之門在第3次的打開」Music Clip
3. 「淡路島的洋蔥」Music Clip

特典（只限初回）
- 記錄 & MV Making影像（Type A version）
- 「請給我愛」選抜成員發表文件

### Type B
封面写真（梅田・小原・近藤・佐藤・芹那・福田）
1. 請給我愛
2. 天國之門在第3次的打開
3. 愛喔 別動 [3:56]
作詞：秋元康、作曲・編曲：イ・ヒョンド、歌：レイチェル
4. 請給我愛（off vocal ver.）
5. 天國之門在第3次的打開（off vocal ver.）
6. 愛喔 別動（off vocal ver.）

DVD
1. 「請給我愛」Music Clip
2. 「天國之門在第3次的打開」Music Clip
3. 「愛喔 別動」Music Clip

特典（只限初回）
- 記錄 & MV Making影像（Type B version）
- 「GAGAGA」韓国宣傳影片

### 劇場盤
封面写真（選抜成員全員）
1. 請給我愛
2. 天國之門在第3次的打開
3. 淡路島的洋蔥
4. 愛喔 別動

特典
- 劇場盤 發售記念 秘密小聲說話会 参加券

## 外部連結
- 环球音乐官方网站DISCOGRAPHY （页面存档备份，存于）